# 中国人民政治协商会议全国委员会办公厅
中国人民政治协商会议全国委员会办公厅（简称全国政协办公厅），是中国人民政治协商会议全国委员会的工作机构，在中国人民政治协商会议全国委员会秘书长领导下工作。

## 沿革
前身是1949年10月中国人民政治协商会议第一届全国委员会第一次会议召开后设立的中国人民政治协商会议全国委员会秘书处，下设若干科（室、组）。1980年12月30日，经第五届全国政协常委会第十四次会议决定，成立中国人民政治协商会议全国委员会办公厅，下设秘书处、外事处、人事处、信访处。 
1983年，办公厅被明确为正部级机构，下设8个局级机构：秘书局、服务局、人事局、外事局、学委会工作组办公室（1988年改为专门委员会办公室）、文史资料研究委员会办公室（文史资料出版社）、研究室、人民政协报社，以及机关党委；另外还有2个办公厅直属处级机构：提案委员会办公室、祖国统一联谊委员会办公室。
1994年机构改革后，办公厅下设11个行政局级机构：秘书局、专门委员会综合一局（提案）、二局（经济、科技）、三局（教科文、医卫体）、四局（法制、妇青、民族、宗教）、台港澳侨联络局、外事局、研究室、人事局、机关事务管理局、离退休干部局，以及机关党委。另外还有4个事业单位：人民政协报社、中国文史出版社、全国政协干部培训中心、中协服务开发中心。
1995年办公厅调整内设机构，成立全国政协信息资料中心。研究室和新闻办公室实行一个机构两块牌子。原专门委员会办事机构调整为8个：提案委员会办公室（一局）、经济委员会办公室（二局）、科教文卫体委员会办公室（三局）、妇青与法制委员会办公室（1996年改名为社会和法制委员会办公室，四局）、民族和宗教委员会办公室（五局）、文史和学习委员会办公室（中国文史出版社）、台港澳侨委员会办公室（六局）、外事委员会办公室（外事局）。1999年，根据中编办字〔1999〕94号文件，增设人口资源环境委员会办公室。
按照中共十五大关于推进机构改革的总体部署，全国各级人大、政协机关，法院、检察院机关，群众团体机关从2000年开始分别进行机构改革。2000年12月26日，《中共中央关于全国人大机关、全国政协机关机构改革的意见》（中发〔2000〕18号）下发。按照中央精神，全国政协机关调整和加强了人民政协理论政策综合研究、对内对外宣传和全国政协委员联络等工作职责。此次改革，全国人大机关、全国政协机关对人员编制适当精简，把精简人员编制与深化干部人事制度改革结合起来，充实了专门人才，加强业务工作力量，优化了干部队伍结构。
2002年机构改革后，办公厅下设1个副部级机构：研究室（内设3个副局级机构：理论局、信息局、新闻局）；15个行政局级机构：秘书局、提案委员会办公室（一局）、经济委员会办公室（二局）、人口资源环境委员会办公室（三局）、教科文卫体委员会办公室（四局）、社会和法制委员会办公室（五局）、民族和宗教委员会办公室（六局）、港澳台侨委员会办公室（七局）、外事委员会办公室（全国政协办公厅外事局，八局）、文史资料委员会办公室（九局，与中国文史出版社合并，一个机构两块牌子）、联络局（挂信访局牌子）、人事局、机关事务管理局、老干部局、机关党委；5个事业单位：人民政协报社、中国文史出版社、全国政协干部培训中心（北戴河管理局）、机关服务局、中协服务开发中心。各专门委员会办公室既是各专门委员会的办事机构，也是全国政协办公厅机关的内设机构，同时受专门委员会和办公厅的领导。
经中央编办批准：2002年9月成立事业单位中国政协杂志社，2004年12月成立事业单位全国政协办公厅信息中心；2005年5月文史资料委员会办公室（九局）更名文史和学习委员会办公室（九局），仍和中国文史出版社一个机构两块牌子；2005年9月中协服务开发中心更名全国政协办公厅服务开发中心；2006年5月，行政机构文史和学习委员会办公室（九局）与事业单位中国文史出版社分开，不再是一个机构两块牌子。
2004年11月22日，全国政协秘书长郑万通在政协秘书长工作座谈会上讲话称，“经中央批准的《全国政协机关机构改革方案》明确指出，全国政协机关即全国政协办公厅，是全国政协的工作机构，承担为全国政协履行政治协商、民主监督、参政议政职能服务的各项工作。”

## 职责
根据有关规定，全国政协办公厅承担下列职能：
1. 负责政协全国委员会全体会议、常务委员会会议、主席会议、专题协商会议、双周协商座谈会、秘书长会议以及其他重要会议、活动的组织和服务工作。
2. 负责政协全国委员会全体会议、常务委员会会议、主席会议决议和决定的具体组织实施工作。
3. 研究统一战线和人民政协的理论、政策，提出人民政协履行职能的工作建议；起草全国政协的重要文稿；协调和组织人民政协的对内对外宣传工作。
4. 负责协调、保障专门委员会实施专题调研计划和开展相关活动的组织服务工作。
5. 负责全国政协委员提案办理的协调和服务工作。
6. 整理、报送政协组织和委员履行职能形成的调研报告、视察报告、大会发言、建议案；收集反映社情民意，处理政协委员和人民群众的来信来访。
7. 负责全国政协委员视察、学习等活动的组织服务工作。
8. 参与全国政协委员的协商推荐、届中增补等有关人事工作。
9. 负责与中共中央、全国人大、国务院有关部门及地方政协的工作联系；负责联系各民主党派中央、全国工商联及政协的其他参加单位。
10. 负责全国政协机关的外事工作、机构编制和干部人事管理工作，指导各级政协干部的培训工作。
11. 负责全国政协及机关的后勤保障工作，主要包括经费管理、基建和审计工作。
12. 承办全国政协领导同志交办的其他事项。

## 机构设置
根据有关规定，全国政协办公厅设置下列机构：（除注明外为正司局级）

### 内设机构
- 全国政协办公厅研究室（副部级）
  - 全国政协办公厅研究室理论局（副局级）
  - 全国政协办公厅研究室信息局（副局级）
  - 全国政协办公厅研究室办公室（正处级）
- 全国政协办公厅秘书局
- 全国政协提案委员会办公室（一局）
- 全国政协经济委员会办公室（二局）
- 全国政协农业和农村委员会办公室（三局）
- 全国政协人口资源环境委员会办公室（四局）
- 全国政协教科卫体委员会办公室（五局）
- 全国政协社会和法制委员会办公室（六局）
- 全国政协民族和宗教委员会办公室（七局）
- 全国政协港澳台侨委员会办公室（八局）
- 全国政协外事委员会办公室（九局）
- 全国政协文化文史和学习委员会办公室（十局）
- 全国政协办公厅联络局（信访局）
- 全国政协办公厅新闻局
- 全国政协办公厅外事局
- 全国政协办公厅人事局
- 全国政协机关事务管理局
- 全国政协机关党委
- 全国政协办公厅老干部局

### 直属事业单位
- 人民政协报社
- 《中国政协》杂志社
- 中国政协文史馆
- 全国政协办公厅信息中心
- 全国政协干部培训中心（全国政协北戴河管理局）
- 全国政协机关服务中心（全国政协机关服务局）

### 直属企业单位
- 中国文史出版社有限公司

### 纳入部门预决算编报范围的其他单位
- 中华职业教育社
- 黄埔军校同学会
- 欧美同学会
- 全国政协礼堂
- 《教育与职业》杂志社
- 《黄埔》杂志社

## 驻全国政协机关纪检监察组
中央纪律检查委员会国家监察委员会驻全国政协机关纪检监察组，简称中央纪委国家监委驻全国政协机关纪检监察组，是中国共产党中央纪律检查委员会、中华人民共和国国家监察委员会设在中国人民政治协商会议全国委员会机关的派驻机构。

### 沿革
2013年11月中共十八届三中全会《中共中央关于全面深化改革若干重大问题的决定》要求：“全面落实中央纪委向中央一级党和国家机关派驻纪检机构，实行统一名称、统一管理。派驻机构对派出机关负责，履行监督职责。”2014年12月，中共中央制定出台《关于加强中央纪委派驻机构建设的意见》，为派驻全覆盖确定了时间表和路线图。2015年1月，经中共中央审批同意，中央纪委在中央办公厅、中央组织部、中央宣传部、中央统战部、全国人大机关、国务院办公厅、全国政协机关新设7家派驻机构，其中除全国人大机关、全国政协机关实行单独派驻外，其余5家实行综合派驻，共涵盖53个部门和单位。2015年3月下旬，中央纪委首次向这7家党和国家重要部门派驻纪检组。2015年4月，中央纪委驻全国政协机关纪检组正式组建并开展工作。随后实现了与全国政协机关29个室局沟通交流的全覆盖。2015年5月6日，中央纪委驻全国政协机关纪检组召开党支部成立大会，全国政协副秘书长、机关党委书记张秋俭出席，中央纪委驻全国政协机关纪检组组长周新建主持，会议以无记名投票直接选举修晓波为党支部书记，刘巧丽为支部委员。派驻纪检组受中央纪委直接领导、统一管理，向中央纪委负责并请示报告工作，在全国政协机关履行监督执纪问责职能。派驻纪检组与驻在单位全国政协机关是监督和被监督的关系，同时派驻纪检组党支部又是驻在单位党委即全国政协机关党委的一个支部。2018年，更名为中央纪委国家监委驻全国政协机关纪检监察组。

### 历任领导
| 组长 - 周新建（2015年3月－2019年1月） - 戴均良（2019年1月－2022年10月） - 崔鹏（2022年10月－） 副组长 - 修晓波（2015年－） | 正局级纪律检查员 副局级纪律检查员 |